# ترونتون (آرکانزاس)
ترونتون (آرکانزاس) (به انگلیسی: Thornton, Arkansas) یک شهر در ایالات متحده آمریکا با جمعیت ۵۱۷ نفر است که در آرکانزاس واقع شده‌است.

## موقعیت جغرافیایی
موقعیت جغرافیایی شهرها و مناطق اطراف به شرح زیر است: